# Mestis (hockey su ghiaccio)
La Mestis (abbreviazione di Mestaruussarja) è il secondo livello del campionato di hockey su ghiaccio finlandese.
Ḕ nata nel 2000 quando la SM-Liiga divenne una lega chiusa, che non prevedeva retrocessioni o promozioni, e prese il posto della I-Divisioona. Dalla stagione 2009-2010 la Liiga è stata riaperta: la prima classificata della Mestis incontra la ultima classificata della Liiga si scontrano in una serie al meglio dei 7 incontri, per determinare chi disputerà la successiva stagione in Liiga.

## Albo d'oro
| Stagione  | Campione         | 2º classificato  | 3º classificato  |
| 2000–2001 | Mikkelin Jukurit | TuTo             | Kokkolan Hermes  |
| 2001–2002 | Mikkelin Jukurit | KooKoo           | KalPa            |
| 2002–2003 | Mikkelin Jukurit | Kiekko-Vantaa    | KooKoo           |
| 2003–2004 | KalPa            | Mikkelin Jukurit | Kokkolan Hermes  |
| 2004–2005 | KalPa            | Vaasan Sport     | TuTo             |
| 2005–2006 | Mikkelin Jukurit | Vaasan Sport     | TuTo             |
| 2006–2007 | Hokki            | Mikkelin Jukurit | Vaasan Sport     |
| 2007–2008 | TuTo             | Hokki            | Mikkelin Jukurit |
| 2008–2009 | Vaasan Sport     | Jokipojat        | Hokki            |
| 2009–2010 | Jokipojat        | D Team           | KooKoo           |
| 2010–2011 | Vaasan Sport     | Mikkelin Jukurit | D Team           |
| 2011–2012 | Vaasan Sport     | Jokipojat        | KooKoo           |
| 2012–2013 | Mikkelin Jukurit | KooKoo           | TuTo             |
| 2013–2014 | KooKoo           | Mikkelin Jukurit | TuTo             |
| 2014-2015 | Mikkelin Jukurit | KooKoo           | Hokki            |